# Забежув (Малопольське воєводство)
Забежув (пол. Zabierzów) — село в Польщі, у гміні Забежув Краківського повіту Малопольського воєводства.
Населення — 5418 осіб (2011).

## Демографія
Демографічна структура станом на 31 березня 2011 року:
|          | Загалом | Допрацездатний вік | Працездатний вік | Постпрацездатний вік |
| -------- | ------- | ------------------ | ---------------- | -------------------- |
| Чоловіки | 2574    | 469                | 1788             | 317                  |
| Жінки    | 2844    | 508                | 1686             | 650                  |
| Разом    | 5418    | 977                | 3474             | 967                  |